# Tatort: Blind Date
Blind Date ist ein Fernsehfilm aus der Krimireihe Tatort. Der vom SWR produzierte Beitrag wurde am 24. Oktober 2021 im SRF, im ORF und im Ersten ausgestrahlt. In dieser 1175. Tatort-Folge ermittelt die Mainzer Hauptkommissarin Ellen Berlinger, gespielt von Heike Makatsch, in ihrem dritten Fall.

## Handlung
Beim zweiten Tankstellenüberfall innerhalb von 14 Tagen wird der Tankwart erschossen. Die fast blinde Jura-Studentin Rosa Münch ist die einzige Zeugin, die Ellen Berlinger und Martin Rascher bei den Ermittlungen helfen kann. Rosa bezeugt, dass der Überfall von einem Mann und einer Frau verübt wurde, deren Stimmen sie sich gemerkt hat. Welcher von beiden den tödlichen Schuss auf den Tankwart abgegeben hat, kann sie nicht sagen. Sie erkennt jedoch am Tatort ein teures Parfüm, was für die Ermittler zusammen mit dem als Fluchtfahrzeug verwendeten Gelände-Motorrad die Suche nach der Täterin eingrenzt.
Die Täter, Sophie Hansen und ihr Freund Moritz Boldt, sind junge Erwachsene, die beide aus wohlhabenden Elternhäusern stammen und die rein aus Langeweile und Abenteuerlust Tankstellen überfallen. Sie machen sich Sorgen, dass die von ihnen verschonte Zeugin ihnen trotz ihrer Blindheit gefährlich werden könnte. Sophie findet Rosa in der Bibliothek der Universität, an der sie beide studieren. Rosa fühlt sich verfolgt und verlässt vom Geruch des Parfüms aufgeschreckt die Bibliothek. Auf dem Vorplatz wird sie von einem Fahrrad zu Fall gebracht, worauf ihre Verfolgerin ihr aufhilft. Rosa erkennt sie jedoch zunächst nicht als solche und lässt sich auf eine freundliche Unterhaltung mit Sophie ein. Sophie verfolgt Rosa noch weiter bis zu einem Bordell für lesbische Frauen. Sie erkennt, dass sie die Zuneigung von Rosa gewinnen und sie so dazu bringen kann, nicht gegen sie auszusagen.
Zwei Tage später erhält Sophie eine Vorladung von der Polizei. Sie fällt in das Raster von wohlhabenden Frauen, die im Besitz eines Geländemotorrads sind. Sophie spricht Rosa vor der Uni nochmals an und macht ihr heftige Avancen, woraufhin Rosa ihr ihre Telefonnummer gibt.
Auf dem Polizeirevier soll Rosa unter den vorgeladenen Frauen anhand ihrer Stimmen diejenige erkennen, die am Überfall auf die Tankstelle beteiligt war. Als Sophie spricht, ist Rosa plötzlich klar, dass es die Täterin ist, an der sie Gefallen gefunden hat. Sie behauptet den Ermittlern gegenüber, die Stimme vorher noch nie gehört zu haben. Ihre Überraschung war jedoch so unverkennbar, dass die Ermittler ihr nicht glauben. Vor dem Polizeirevier wartet Sophie auf Rosa. Kommissarin Berlinger beobachtet beide aus einem Fenster.
Rosa und Sophie verabreden sich in der Stadt, wo sie sich das erste Mal küssen. Rosa steigt zu Sophie auf ihr Motorrad und die beiden rasen durch die Stadt. Auf dem Weg werden sie von einer Polizeistreife wegen ihrer überhöhten Geschwindigkeit verfolgt, können jedoch entkommen. Die Ermittler erfahren von dem Vorfall und wissen spätestens jetzt, dass Rosa mit Sophie bekannt ist, sie ihre Stimme also schon einmal gehört haben muss. Die beiden begeben sich derweil zu Sophies Wohnung, wo sie miteinander schlafen. Anschließend unterhalten sie sich über die Tankstellenüberfälle, die Sophie mit ihrem Freund Moritz begeht. Der Thrill des Ganzen scheint auch Rosa, die besonders von ihrem Vater aufgrund ihrer Blindheit übermäßig beschützt wurde, zu interessieren. Als Moritz nach Hause kommt und Rosa und Sophie sieht, bedeutet diese ihm, vor Rosa nicht auf sich aufmerksam zu machen. Er folgt ihrer Anweisung, scheint aber vom Sexspiel der beiden nicht sonderlich erfreut zu sein. Am nächsten Tag überfällt er wohl aus Frust Rosa auf einer Toilette in der Uni und versucht sie einzuschüchtern. Er drückt sie an die Wand und gibt ihr ihren eigenen, stark erhitzten Haustürschlüssel, den sie bei Sophie in der Wohnung vergessen hatte, in die Hand, um sie zu verletzen. Er nimmt den Schlüssel jedoch wieder mit und macht ihr klar, dass sie sich zu Hause nicht mehr sicher fühlen kann.
Die Ermittler gehen mittlerweile fest davon aus, dass Sophie und ihr Freund Moritz die Überfälle auf die Tankstellen verübt haben. Sie wissen jedoch nicht, wer von beiden den Schuss auf den Tankwart abgegeben hat. Da ihre einzige Zeugin nicht bereit ist, gegen sie auszusagen, laden sie die beiden vor und verhören sie getrennt voneinander. Die beiden geben identische Geschichten an: Während des Tatzeitpunkts wollen sie zu Hause gewesen sein und mit hoher Lautstärke eine Serie geschaut haben. Dies wird von einer Nachbarin bestätigt, die auch an der Wohnung der beiden klingelte, um sich zu beschweren. Ihr öffnete jedoch niemand die Tür. Im Verhör versuchen die Ermittler jeweils, Sophie und Moritz dazu zu bringen, gegen ihren Partner auszusagen und zu beschuldigen, er bzw. sie habe den Schuss auf den Tankstellenwart abgegeben. Beide beteuern jedoch ihre eigene Unschuld und diejenige ihres Partners.
Frustriert von den gescheiterten Verhören sucht Kommissarin Berlinger Rosa auf und versucht heftig, sie davon zu überzeugen, dass Sophie sie nur ausnutzt und nur mit ihr schläft, damit Rosa nicht gegen sie aussagt. Rosa fährt anschließend zu Sophies und Moritz’ Wohnung und überredet sie dazu, gemeinsam eine Tankstelle zu überfallen. Sie möchte sich vergewissern, dass Sophie sie nicht nur für ihre Falschaussage vor der Polizei mag und deshalb mit ihr schläft. Als Mitwisserin und -täterin könnte sie nicht mehr gegen die beiden aussagen, ohne selbst strafrechtlich verfolgt zu werden.
Ein verzweifelter Anruf von Rosas Vater an Kommissarin Berlinger bringt das Ermittlerteam dazu, die Wohnung von Sophie und Moritz aufzusuchen. Vor der Tür hören sie laut den Fernseher, aber niemand öffnet ihnen die Tür. Die Ermittler gehen davon aus, dass die beiden sich mit dem eingeschalteten Fernseher wieder ein falsches Alibi erschleichen möchten und verschaffen sich Zugang zu der Wohnung, wo sie tatsächlich niemanden antreffen. Sie schließen daraus, dass sich Sophie und Moritz nun zusammen mit Rosa dazu aufgemacht haben, nochmals eine Tankstelle zu überfallen. Sie nehmen an, dass es sich um dieselbe Tankstelle wie beim letzten Mal handeln muss, da sie die einzige ist, in der sich auch die blinde Rosa zurechtfindet.
Sie machen sich mit Verstärkung auf den Weg zur Tankstelle, wo der Überfall in vollem Gang ist. Sophie richtet ihre Waffe auf den Tankwart hinter der Kasse, als die Ermittler geräuschvoll vorfahren und ihre Aufmerksamkeit von ihm lenken. Der Tankwart nutzt die Ablenkung und zieht selber eine Waffe, mit der er Moritz erschießt. Die Ermittler rennen in die Tankstelle und entschärfen die Situation. Kommissarin Berlinger bringt die um Moritz trauernde Sophie dazu, zu gestehen, dass sie den Schuss auf den Tankstellenwart beim letzten Überfall abgegeben hat. Sophie beteuert Rosa gegenüber, dass alles, was sie ihr gesagt habe, „wahr“ sei, dass ihre Zuneigung zu ihr also nicht gespielt gewesen sei.
In einem zweiten Handlungsstrang bekommt Kommissarin Ellen Berlinger, eine alleinerziehende Mutter, Besuch vom Briten David Murphy, dem Vater ihrer gemeinsamen Tochter Greta. Er möchte Greta mit zu sich nach Liverpool nehmen, wo er mit seiner beruflich sehr erfolgreichen Frau und Vorzeigemutter von fünf weiteren Kindern lebt. Als alleinerziehende Mutter hat es Ellen sehr schwer, besonders bei ihrem Beruf als Polizistin. Ihre erste Tochter hatte sie bereits zur Adoption freigegeben, weil sie zu jung war, um sie selber großzuziehen. Nun hat sie ein schlechtes Gewissen, auch ihre zweite Tochter wegzugeben. Sie gesteht David, dass sie keine gute Mutter sei, und erkennt, dass Greta es bei ihrem Vater und ihrer Stiefmutter in Liverpool besser gehen könnte als bei ihr. Sie verabschiedet sich von Greta, gibt sie ihrem Vater mit und bricht anschließend in Tränen aus. Über ihren Kollegen Martin Rascher erfährt man nur, dass sein ehemaliger Kollege, der im Dienst erschossen wurde, sein bester Freund war. Um einen solchen Verlust nicht nochmal zu erleben, spricht er im Kollegenkreis nicht über sein Privatleben, um die Entstehung einer freundschaftlichen Beziehung zu Kollegen zu vermeiden.

## Hintergrund
Der Film wurde vom 15. September 2020 bis zum 15. Oktober 2020 in Mainz und Wiesbaden gedreht. Die Dreharbeiten mussten zunächst wegen der COVID-19-Pandemie in Deutschland verschoben werden.

## Rezeption

### Einschaltquote
Die Erstausstrahlung von Blind Date am 24. Oktober 2021 wurde in Deutschland von 8,69 Millionen Zuschauern gesehen und erreichte einen Marktanteil von 26,5 % für Das Erste.

### Kritiken
Ingo Scheel betitelt bei n-tv  seine Kritik mit der Überschrift „Mit dem Stock im Nebel“. Der Film sei „überbevölkert von platten Klischees“ und „kaum nachvollziehbaren Wendungen“. Seinem vernichtenden Fazit zufolge wirke es, „als hätte ein Trupp Telenovela-Autoren das Skript beim Zettelfalz-Spiel entwickelt“, bei dem sich die Drehbuchautoren nach jedem Satz abwechseln.
Für tittelbach.tv wertete Martina Kalweit:„Der ‚Tatort – Blind Date‘ (Zieglerfilm Baden Baden) hantiert mit der Lust am Bösen und konzentriert sich zunehmend auf das Unglück der Guten. Letzteres ein bisschen zu viel. Und so bleibt dieser ‚Tatort‘ aus dem Südwesten am Ende eher als Aufreger über eine Mutter, die ihr Kind nicht genug lieben kann im Gedächtnis, und weniger als ein spannender Kriminalfall.“
Claudia Fromme von der Süddeutschen Zeitung urteilte: „‚Blind Date‘ ist kein trauriger Sozialporno, auch wird Rosa von Wolfgang Stauch (Drehbuch) und Ute Wieland (Regie) nicht zur Heldin stilisiert. Es geht um das normal durchgedrehte Leben in einer normal durchgedrehten Gesellschaft. Die einen sehen, die anderen nicht, und manche knallen vor lauter Langeweile Leute ab.“
Bei Spiegel Online schrieb Christian Buß: „Eine blinde Zeugin, die sich von der Gewalt angezogen fühlt. Eine Kommissarin, die ihre Arbeit mehr zu lieben scheint als ihr Kind: Das sind krass zugespitzte Charaktere – die dann aber auch eine krasse und zugespitzte Darstellung verdient hätte. Damit hapert es dann aber doch an einigen Stellen erheblich.“